# ۱۱۴۰ (قمری)
۱۱۴۰ (قمری)، هزار و صد و چهلمین سال در گاهشماری هجری قمری است. اول محرم این سال برابر با نوزدهم اوت سال ۱۷۲۷ میلادی است.

## وابسته
- علی اشرف